# Sur Baher
Sur Baher (en árabe: صور باهر‎, en hebreo: צור באהר‎), en ocasiones escrito Tsur Baher, es un barrio palestino en la zona suroriental de Jerusalén Este, en la Gobernación de Jerusalén. Según la Oficina Central de Estadísticas de Israel, la población conjunta de Sur Baher y la vecina Umm Tuba era de 18.137 habitantes en 2011.

## Etimología
Según el alcalde de Sur Baher, el nombre de la localidad tiene su origen en una antigua historia según la cual, poco antes de la toma de Jerusalén, Umar ibn al-Jattab se reunió en secreto con los comandantes de su ejército en este lugar. De esta manera, la aldea comenzó a conocerse como As Sir al Bahir (el impresionante secreto), que con el tiempo derivaría en Sur Baher.

## Geografía y clima
Sur Baher se encuentra a 4,62 kilómetros de la ciudad de Jerusalén. Su término municipal limita con As Sawahira al Gharbiya y con Ash Sheikh Sa’d hacia el este, At-Tur y Jabal Mukaber hacia el norte, Jerusalén Oeste y Beit Safafa hacia el oeste, y Al Khas, An Nu’man y Beit Sahour (en la Gobernación de Belén) hacia el sur.
La localidad tiene una altitud de 742 metros por encima del nivel del mar y una media anual de precipitaciones de 407,7mm. La temperatura media anual es 17 °C y la humedad media anual es aproximadamente del 60%.

## Historia
Durante un estudio general de la parte meridional de Sur Baher se encontraron antiguas prensas de oliva, prensas de vino, cisternas y un horno de cal, todos ellos excavados en la roca. En Khirbat Za‛kuka, también al sur de Sur Baher, se encontró una cueva con restos que datan de la Edad de Hierro I  (entre los siglos XII y XI a. C.).
También se ha encontrado una cueva funeraria que data de entre finales del siglo I a. C. y el siglo I d. C. En la cueva se encontraron restos de varios osarios, así como arcosolio y bancos.
De una antigua cantera de Sur Baher se rescataron vasijas de cerámica que databan del periodo romano tardío y del periodo bizantino. A una milla hacia el este de Sur Baher se han encontrado tumbas de la era bizantina, probablemente relacionadas con el monasterio georgiano de Umm Leisun.
En la era cruzada, la localidad era conocida como Casale Sorbael. En 1179, el pueblo aparece mencionado como uno de los pueblos cuyos ingresos debían ser entregados a la Abadía de Hagia María por orden del papa Alejandro III.

### Imperio otomano
Sur Baher, como el resto de Palestina, fue incorporado al imperio otomano en 1517. En los registros de impuestos de 1596 aparece "Sur Bahir" como parte de la nahiya de Quds en el liwa de Quds. Tenía una población de 29 hogares, todos musulmanes. Pagaban una tasa de impuestos fija del 33,3% sobre productos agrícolas, incluidos la cebada, el trigo, las viñas, los frutales, las cabras y las colmenas, lo que sumaba un total de 12.983 akçe. Un 15/24 de los ingresos iban destinados a un waqf.
En 1838, Edward Robinson apuntó que Sur Bahil se encontraba a 13° al nordeste de Tuqu'. Además, añadió que se trataba de un pueblo musulmán.
El explorador francés Victor Guérin visitó Sur Baher en 1863 y lo describió con aproximadamente 400 habitantes. Un listado de pueblos otomano de aproximadamente 1870 dejó constancia de 46 viviendas y una población de 154 habitantes, aunque en este número solo se incluían varones. Además, añadía que se trataba de una aldea vieja pero bien construida y de hermosa apariencia.
En 1883, el Estudio de Palestina Occidental del Fondo para la Exploración de Palestina describió Sur Bahir como "un pueblo de piedra de tamaño medio en una colina desnuda. Hacia el norte hay un pozo en el valle, y hay tumbas excavadas en la roca al oeste."
En 1896, la población de Sur Bahir se calculaba en unas 300 personas.

### Mandato británico de Palestina
En el censo de Palestina de 1922, llevado a cabo por las autoridades del Mandato británico de Palestina, Sur Baher tenía una población de 993 personas, todas ellas musulmanas. En el censo de 1931, la población de Sur Bahir había crecido hasta los 1.529 habitantes, aún todos musulmanes, que vivían en 308 viviendas.
En las estadísticas municipales de 1945, la población de Sur Baher, junto con la de Umm Tuba, era de 2.450 habitantes, todos ellos  musulmanes. Según una encuesta oficial de tierra y población, los habitantes de Sur Baher poseían 8.915 dunams (891,5 hectáreas) de terrenos. De estos, 911 dunams estaban destinados a plantaciones y regadíos, 3.927 se usaban para el cultivo de cereales y otros 56 dunams tenían la consideración de terreno urbano.

### Ocupación jordana
Durante la guerra árabe-israelí de 1948, tanto Sur Baher como el resto de Cisjordania fueron ocupadas y más tarde anexionadas por Jordania.
En el censo jordano de 1961, la población de Sur Baher era de 2.335 habitantes. En ese mismo censo, el conjunto de Sur Baher, Umm Tuba y Arab el Subeira estaba habitado por 4.012 personas.

### Ocupación israelí

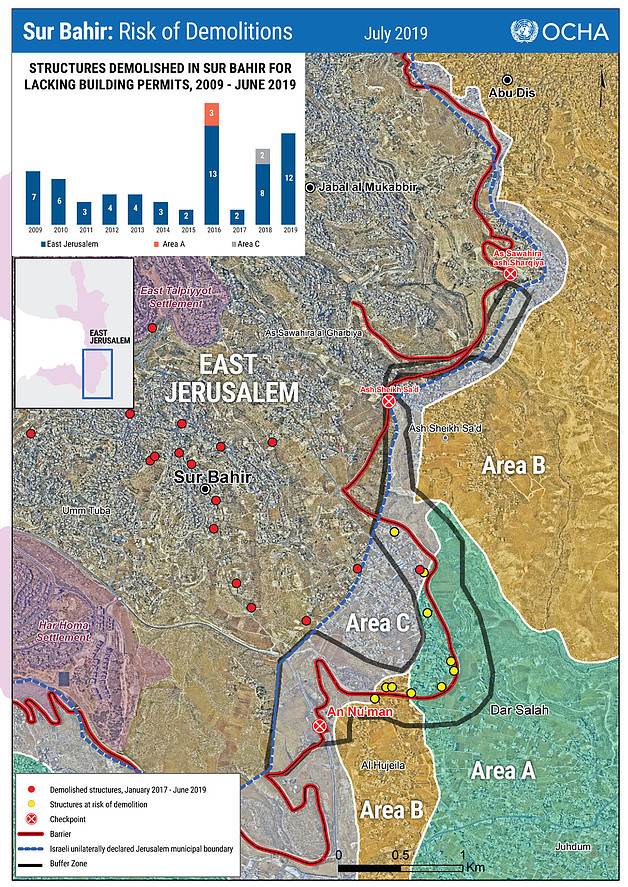
Estructuras en riesgo de demolición

Desde la Guerra de los Seis Días de 1967, Sur Baher ha estado bajo ocupación israelí. El censo israelí de 1967 mostraba que Sur Baher y Umm Tuba tenían una población conjunta de 4.710 habitantes, lo que suponía un aumento del 17,4% con respecto al censo de 1961.
Según el sistema administrativo israelí, la localidad se encuentra dividida en distintas partes con un status diferente. Algunas partes de Sur Baher están dentro de las fronteras de Jerusalén Este, otras forman parte de Cisjordania y hay una parte que, quedando dentro de Cisjordania, queda separada del resto por el muro de separación israelí. Las autoridades israelíes confiscaron unos 700 dunams (70 hectáreas) de la superficie municipal para construir el muro.
Israel ha dividido Sur Bahir y Umm Tuba en dos partes principales: la parte occidental, llamada "J1" (aproximadamente 6.476 dunams, un 78,5% de la superficie total de ambas ciudades) está bajo control del municipio de Jerusalén. La parte oriental (1.769 dunums, un 21,5% de la superficie total de las ciudades), llamada "J2", forma parte de Cisjordania y tiene la siguiente consideración:
- 705 dunams (un 40%) están clasificadas como Área A.
- 55 dunams (un 3%) son Área B.
- 1.009 dunams (un 57%) son Área C.[1]

Una parte de la zona denominada como "J2" queda a un lado del muro de separación, mientras que la otra queda al otro lado.
Según un estudio del Applied Research Institute of Jerusalem, Israel ha confiscado terrenos de Sur Bahir y Umm Tuba para construir dos asentamientos israelíes: 1.343 dunams (134,3 hectáreas) para Talpiot del Este y 354 dunams (35,4 hectáreas) para Har Homa.
En 1970, Israel expropió terrenos alrededor de la localidad que se usaban como pasto para el ganado y para el cultivo de olivos y cítricos. La mayoría de esas tierras se usaron para la construcción del asentamiento israelí de Talpiot del Este, exclusivamente para judíos. Según Isabel Kershner, corresponsal de The New York Times en Jerusalén, cuando la quinta parte de la superficie de Sur Baher fue expropiada para construir Talpiot del Este, los terrenos disponibles en la localidad se hicieron insuficientes para conciliar las necesidades de una población creciente, a lo que se unió la dificultad a la que se enfrentan los habitantes de Sur Baher a la hora de obtener permisos de construcción del ayuntamiento de Jerusalén. Así pues, los habitantes de la localidad construyeron viviendas en los terrenos restantes de los valles del Uadi al-Ain y Uadi al-Humus, a través de lo que Israel ha determinado que es la frontera municipal.
En 2000, el gobierno israelí y el ayuntamiento de Jerusalén aprobaron los planes de construcción de dos nuevos institutos y un centro juvenil. Entre septiembre y octubre de 2005, el ayuntamiento de Jerusalén, en cooperación con el ejército israelí, desminó un campo de minas en Sur Baher. En mayo de 2007, el ayuntamiento construyó dos escuelas en los terrenos desminados: una escuela de chicas para 800 alumnas y Ibn Rushd, una escuela de chicos para 700 alumnos. Desde 2013, incluso los habitantes palestinos no israelíes de Sur Baher pueden acceder a los servicios de Bituah Leumi (el Instituto de la Seguridad Social israelí) y a los servicios sanitarios asociados.
El 22 de julio de 2019, las autoridades israelíes demolieron hasta 16 edificios residenciales en el barrio de Wadi al-Hummus, en Sur Baher. Amnistía Internacional condenó los hechos: "Estas demoliciones son una vulneración flagrante del derecho internacional y forman parte de un patrón sistemático mediante el cual las autoridades israelíes desplazan por la fuerza a los palestinos de los territorios ocupados; estas acciones son crímenes de guerra." La Oficina de las Naciones Unidas para la Coordinación de Asuntos Humanitarios ha documentado la situación en Sur Baher, donde el muro israelí de separación ha partido la localidad de modo que las áreas A, B y C que quedan del lado jerosolimitano no han sido incorporadas al municipio, a pesar de que ahora se encuentran físicamente separadas del resto de Cisjordania.